# William Molyneux
William Molyneux   (Dublín, 17 d'abril de 1656 - Dublín, 11 d'octubre de 1698) va ser un físic i polític irlandès del segle xvii.

## Vida
Molyneux va néixer en una família anglicana benestant i en una època en què Dublin va experimentar una gran prosperitat un cop acabades les guerres de religió. Va ingressar al Trinity College, Dublin el 1671 per estudiar matemàtiques i ciències. Després de graduar-se el 1674, va marxar a Londres on va estudiar lleis al Middle Temple, però després de tres anys va descobrir que el dret no l'interessava tant com les ciències i va tornar a Dublin.
El 1678 es va casar amb Lucy Donville, filla del fiscal general d'Irlanda. El seu natural malaltís, feu que es tornés cega i morís en el part del seu tercer fill. Només el seu fill Samuel va sobreviure a la infantesa; també va ser polític i científic, col·laborant amb el seu pare i continuant la seva tasca en les institucions que va fundar.
El 1683, juntament amb Narcissus Marsh (provost del Trinity), va fundar la Dublin Phylosofical Society for the improvement of natural knowledge, una institució que pretenia acabar amb el que ell considerava curriculum escolàstic del Trinity, aplicant el mètode experimental de Bacon i la Royal Society.
El 1687, amb el catòlic Jaume II rei d'Anglaterra i amb les represàlies contra els anglicans irlandesos, abandona Dublin i se'n va a viure Chester (Anglaterra), on començarà a escriure la seva Dioptica nova.
Després de la caiguda de Jaume II, Molyneux torna a Dublin, on es convertirà en una figura central del nou govern. El 1697 publica el seu polèmic llibre polític The Case of Ireland, que probablement va portar a la Dublin Phylosofical Society a la seva dissolució. La societat serà refundada el 1703 pel seu fill Samuel.
El 1698 va morir a Dublin, d'un agreujament de la malaltia renal que havia patit tota la seva vida.

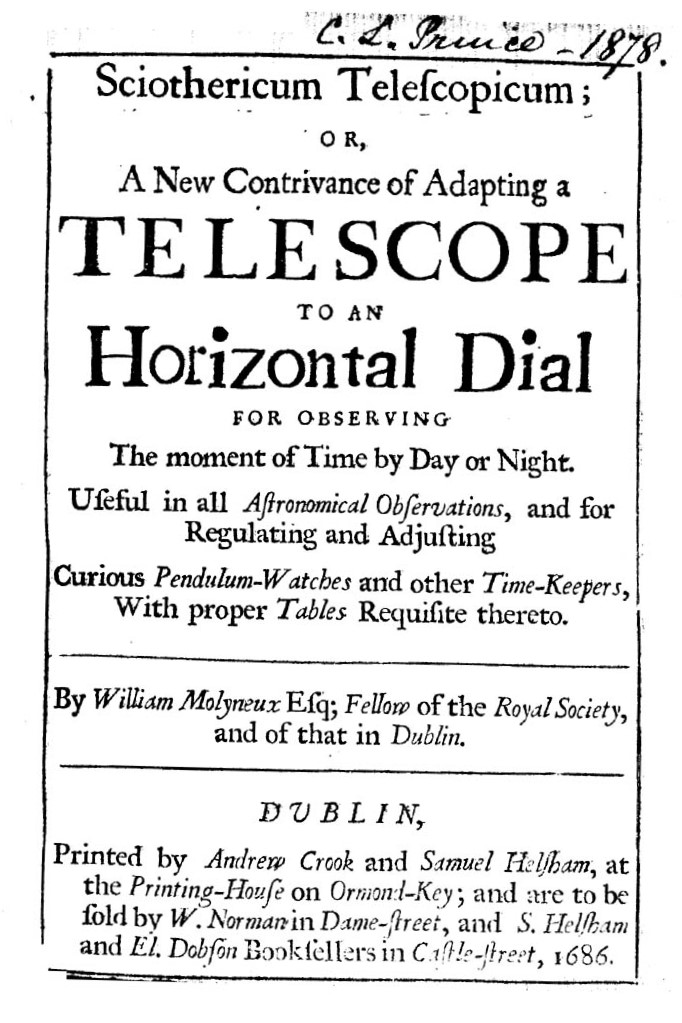
Sciothericum telescopicum, or A new contrivance of adapting a telescope to an horizontal dial for observing the moment of time by day or night, 1686

## Obra
Com a científic se li deuen algunes contribucions astronòmiques, sobretot en la construcció d'instruments d'observació, explicat en la seva correspondència amb John Flamsteed. També va escriure traduccions a l'anglès d'obres de Descartes i Hevelius.
La seva aportació científica més important va ser el seu llibre d'òptica Dioptica Nova (1692) que esdevindrà un text estàndard en la matèria. En la primera part analitza l'òptica deomètrica de les lents, l'ull, els telescopis i els microscopis. La segona part és un recull de comentaris sobre temes diversos, incloent-hi les ulleres, els telescopis i la diplopia fisiològica.
Un tema que ha quedat per a la posteritat és el conegut com problema de Molyneux, exposat pel seu amic John Locke en la segona edició del seu Assaig sobre l'enteniment humà: el problema consisteix a decidir si un cec de naixement, que reconeix les figures (esferes, cubs, piràmides, etc.) pel tacte, seria capaç de reconèixer-les només veure-les, en el cas hipotètic que recuperés la visió.
Des del punt de vista polític, Molyneux ha passat a la posteritat pel seu llibre The Case of Ireland being bound by Acts of Parliament in England, Stated (1697), que va aixecar una forta indignació entre els membres del Parlament de Westminster, perquè reclamava una total independència legislativa pel parlament d'Irlanda, tot i que no sembla una obra clarament separatista.
S'ha dit que el llibre va tenir una forta influència en les tesis anti-colonialistes del segle xviii, ja que el llibre es va reeditar nombroses ocasions fins al 1782. És quasi segura la influència sobre Henry Grattan pel que fa a Irlanda, però també la va tenir sobre Jonathan Swift, sobre el polític irlandès Charles Lucas i, a través d'ell, sobre Benjamin Franklin i els independentistes americans fundadors dels Estats Units d'Amèrica.